# Елица Василева
Елица Василева е българска национална състезателка по волейбол.

## Биография
Родена е на 13 май 1990 г. в Дупница.

## Успехи
- Шампион на България – 2006 – 2007
- Шампион на Италия 2010 – 2011
- Суперкупа на Италия 2011
- Сребърен медалист от Европейската лига по волейбол за жени през 2010 година
- Купа на Русия – 2016, 2017

## Състезателна кариера
- 2005 – 2007 „ЦСКА“(София);
- 2007 – 2009 „Есперия Кремона“ (Кремона, Италия);
- 2009 – 2010 „Сирио“ (Перуджа, Италия);
- 2010 – 2011 „Фопапедрети“ (Бергамо, Италия);
- 2012 – 2013 „Амил“ (Кампинас, Бразилия);[2]
- 2013 – 2014 „Хюнгкук Лайф Пинк Спайдърс“ (Инчхън, Корея);[3]
- 2014 – 2015 „Вакъфбанк“ (Истанбул, Турция). [4]
- 2015 – 2018 „Динамо“ (Казан, Русия)
- 2019 – „Скандичи“ (Скандичи, Италия)